# سالم عبد الله النويدري
الدكتور/ سالم النويدري مؤرخ و باحث و أديب و محاضر بحريني.

## اسمه
سالم عبد الله سالم علي النويدري.

## مكان وتاريخ الميلاد
مملكة البحرين - المنامة 1945.

## الحالة الاجتماعية
متزوج وله سبعة أولاد (3 ذكور و4 إناث).

## المؤهلات العلمية (الجامعية والعليا)
- ليسانس في الآداب - قسم اللغة العربية - جامعة بيروت العربية - العام 1971.
- دبلوم الدراسات الإسلامية العليا - معهد الدراسات الإسلامية - القاهرة - العام 1976 .
- دبلوم عام في التربية - جامعة عين شمس - العام 1977.
- دبلوم خاص في التربية - جامعة عين شمس - العام 1983.
- درجة دكتوراه الثقافة (على مجموعة الأعمال المنجزة في الدراسات التوثيقية) - أكاديمية يونيفرسال Universal Academy - لندن - العام 2003.

## من أعماله
1- كتاب: أعلام الثقافة الإسلامية في البحرين خلال 14 قرناً (3 مجلدات) - العام 1992.
2- كتاب: أسر البحرين العلمية: أنسابها، وأعلامها، وتاريخها العلمي والثقافي - العام 1994.
3- كتاب: الكلمة السواء: بحث حول الإسلام والمسيحية - العام 2001.
4- إعداد وتحقيق «ديوان ديك العرش». نظم: الخطيب حسن آل ماجد - العام 2002 .
5- كتاب: الشيخ جعفر أبو المكارم: حياته العلمية والأدبية والاجتماعية (معد للطبع).
6- كتاب: نظرات في لهجة البحرين وأصولها اللغويّة في المعجم العربي.

## وصلات خارجية
الدكتور سالم النويدري في تأبين السيد جعفر الكربابادي على يوتيوب، يوتيوب.